# Marina Sumić
Marina Sumić (18 de agosto de 1991) es una deportista croata que compite en taekwondo. Ganó una medalla de plata en el Campeonato Mundial de Taekwondo de 2011 y dos medallas de plata en el Campeonato Europeo de Taekwondo, en los años 2012 y 2014.

## Palmarés internacional
| Campeonato Mundial | Campeonato Mundial       | Campeonato Mundial | Campeonato Mundial |
| Año                | Lugar                    | Medalla            | Categoría          |
| ------------------ | ------------------------ | ------------------ | ------------------ |
| 2011               | Gyeongju (Corea del Sur) | Medalla de plata   | –62 kg             |
| Campeonato Europeo |                          |                    |                    |
| Año                | Lugar                    | Medalla            | Categoría          |
| 2012               | Mánchester (Reino Unido) | Medalla de plata   | –62 kg             |
| 2014               | Bakú (Azerbaiyán)        | Medalla de plata   | –62 kg             |